# Paliastomimeer
Het Paliastomimeer (Georgisch: პალიასტომი) is een meer bij Poti, Georgië dat verbonden is met de Zwarte Zee via een nauw kanaal. Het meer bevindt zich op het terrein van het Nationaal Park Kolcheti. Er zijn verschillende artefacten van Colchis in en rondom het Paliastomimeer gevonden.
Het meer heeft een oppervlakte van 17,3 km² en een maximale diepte van 3,2 meter. Het bevindt zich op 0,3 meter onder zeeniveau.